# Сан-Бьяджо-Платани
Сан-Бьяджо-Платани (итал. San Biagio Platani) — коммуна в Италии, располагается в регионе Сицилия, подчиняется административному центру Агридженто.
Население составляет 3784 человека, плотность населения составляет 90 чел./км². Занимает площадь 42 км². Почтовый индекс — 92020. Телефонный код — 0922.
Покровителем населённого пункта считается святой Власий. Праздник ежегодно празднуется 3 февраля.